# Thai (Ethnie)

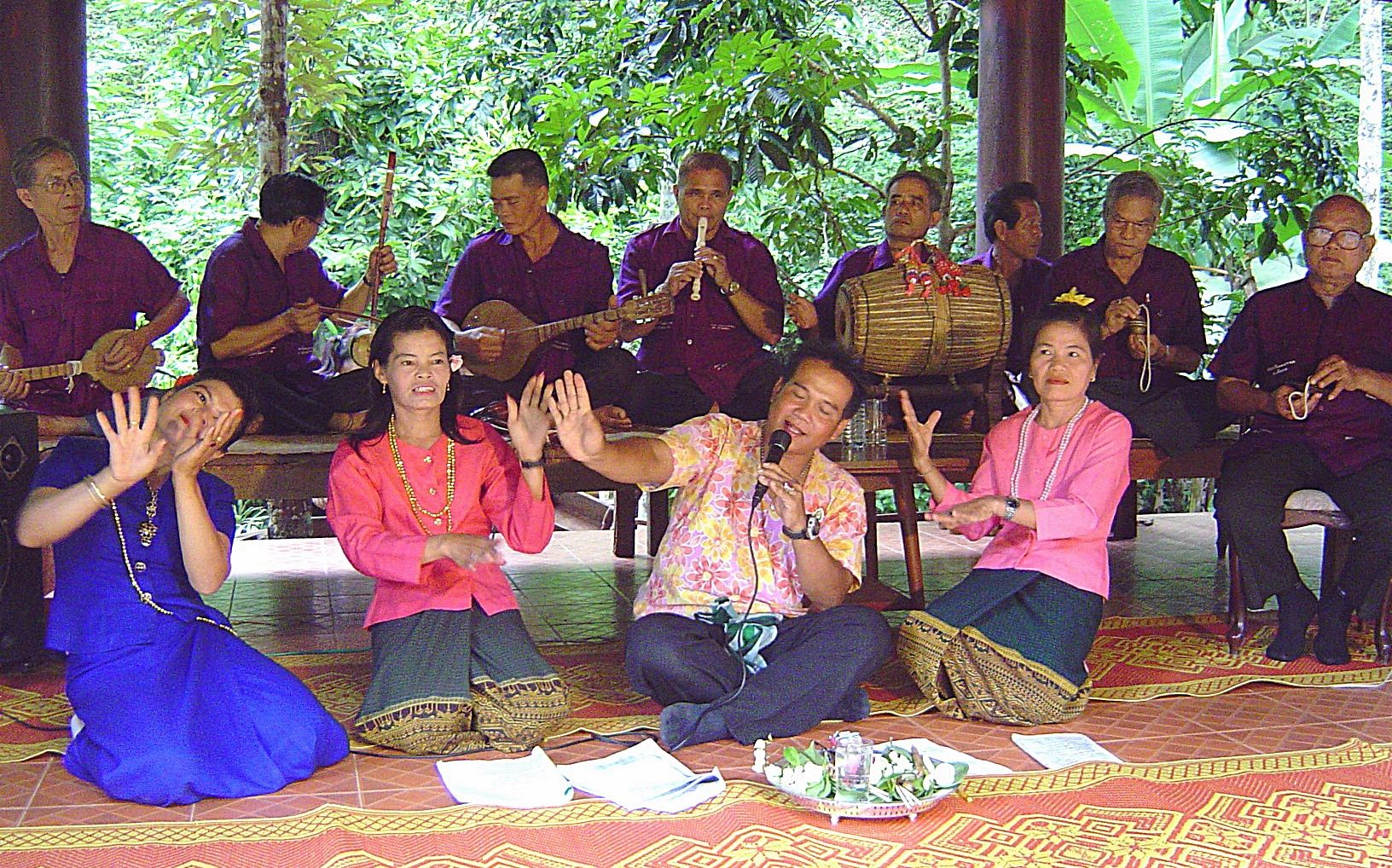
Thai-Volksmusikensemble in traditioneller Kleidung (Wat Kung Tapao, Provinz Uttaradit)

Zur Ethnie der Thai (thailändisch ชาวไทย; früher „Siamesen“) werden heute die vier Hauptgruppen von Tai-Völkern in Thailand zusammengefasst: die Zentral-Thai (Thai Klaang oder Tai Siam), die Süd-Thai (Thai Phak-Tai), die Nord-Thai (Tai Yuan) und die Khon Isan im Nordosten (historisch betrachtet ethnische Lao).
Infolge von Auswanderung leben viele Thai außerhalb Thailands. So identifizierten sich bei der Volkszählung in den USA 550.000 Menschen als Thai-Amerikaner.

## Abgrenzung und Begrifflichkeit
Im alten Siam wurden bis ins 19. Jahrhundert nur die Zentral- und Süd-Thai als eigentliche Siamesen bezeichnet, die Mehrheitsbevölkerungen von Nord- und Nordostthailand dagegen als Lao betrachtet. Nach dieser Einteilung waren nur 30 bis 35 Prozent der Bevölkerung des damaligen Siam Siamesen, 40 bis 45 Prozent waren Lao. Infolge der nationalen Einigung und Zentralisierung Siams Ende des 19. Jahrhunderts und um sich von dem französischen Protektorat Laos abzugrenzen, wurde diese Unterscheidung zurückgedrängt und von König Rama VI. (Vajiravudh) stattdessen die Idee einer einheitlichen Thai-Nation propagiert. 1939 untersagte die Regierung des Ministerpräsidenten Phibunsongkhram, gleichzeitig mit der Umbenennung Siams in Thailand, regionale Unterscheidungen zu machen, und forderte, allgemein nur noch von Thai zu sprechen.
Oftmals werden auch alle Thailänder (Bürger von Thailand), unabhängig von ihrer ethnischen Zugehörigkeit, als Thai bezeichnet. Infolge der Thaiisierungspolitik und der Assimilation von Einwanderern und ihren Nachfahren unterscheiden viele Thailänder nicht zwischen Staatsbürgerschaft (san-chat) und ethnischer Zugehörigkeit oder Herkunft (chuea-chat).
Ob es sich bei den Thai um eine einzige ethnische Gruppe handelt oder ob die vier regionalen Großgruppen der Thai verschiedene ethnische Gruppen darstellen, ist bis heute unter Ethnologen umstritten. Der auf Thailand spezialisierte Anthropologe Charles Keyes schlägt eine mehrstufige Gliederung vor: im weiteren Sinne umfassen „Thai“ alle Tai-sprachigen Völker Thailands sowie auch die assimilierten Minderheiten der Sino-Thailänder, die inzwischen auch zu Hause Thai sprechen, und der Mon-Khmer-sprachigen Völker (v. a. Khmer), die weitgehend bilingual sind. Als „echte Thai“ bezeichnet er hingegen nur jene Thai, die zu Hause Standardthai oder zentralthailändische Dialekte sprechen. Khon Isan im Nordosten, Khon Mueang im Norden und Khon Pak Tai im Süden seien hingegen eigene „ethno-regionale“ Gruppen. Keyes schätzte 2008 den Anteil der „echten Thai“ an der Bevölkerung Thailands auf 36 %, den der „regionalen Thai“ auf 46 % und den der „assimilierten Thai“ auf 9 %. Weitere 9 % gehören demnach zu ethnischen Gruppen, die sich klar von der Mehrheitsbevölkerung unterscheiden.

## Geschichte

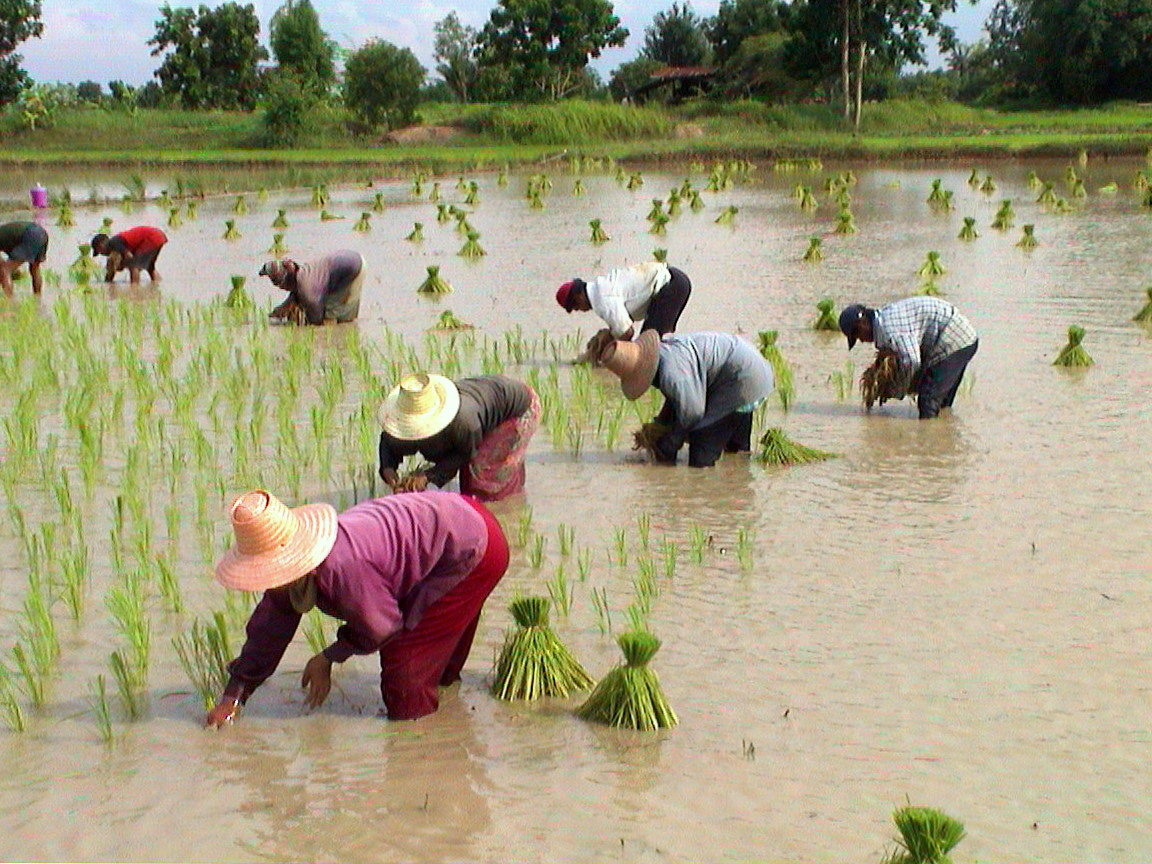
Thai beim Reisanbau. Reis ist das Grundnahrungsmittel dieses Volkes

Die Herkunft der Thai ist eine der umstrittensten Fragen der thailändischen Geschichtsschreibung. Im Wesentlichen werden bzw. wurden fünf verschiedene Theorien vertreten, die heute in thailändischen Geschichtsdarstellungen nebeneinander gestellt werden.
Die nach neuerer linguistischer Forschung plausibelste These ist, dass die Tai-Völker Südostasiens, einschließlich der Thai, in der zweiten Hälfte des 1. Jahrtausends aus Guangdong, Guangxi und Yunnan eingewandert sind. Dafür spricht, dass es dort die größte Vielfalt an Tai-Sprachen gibt, während die Tai-Sprachen Südostasiens alle eng miteinander verwandt sind, sich also wahrscheinlich erst im letzten Jahrtausend ausdifferenziert haben.
Bei thailändischen Historikern herrschte ab dem frühen 20. Jahrhundert die These vor, die Urheimat der Thai läge im mittelasiatischen Altai-Gebirge. Von dort seien die Thai in mehreren Migrationswellen zunächst nach Sichuan und Yunnan, dann weiter nach Thailand gewandert. Dies wurde auch in thailändischen Schulen gelehrt. Allerdings gibt es praktisch keine archäologischen oder linguistischen Anhaltspunkte für diese These und sie gilt heute als überholt. Eine weitere These ist, dass es sich bei den Thai um die einstige Bevölkerung des historischen Reichs Nanzhao (bzw. Dali) handelte, die nach dessen Untergang 1253 von den Mongolen gen Süden, also ins heutige Thailand vertrieben wurden. Auch diese These muss nach heutiger Forschung als widerlegt gelten: einerseits ist unwahrscheinlich, dass es sich bei der dominanten Bevölkerungsgruppe Nanzhaos um Tai handelte, andererseits ist die Anwesenheit von Tai-Völkern in Südostasien, einschließlich Nordthailands, bereits ab dem 8. Jahrhundert, also lange vor 1253, belegt. Einer vierten These zufolge wanderten die Thai nicht von Norden, sondern von Süden, aus dem malaiischen Archipel ein und sind eher mit den austronesischen Völkern verwandt als mit den Völkern Chinas.
Letztlich wird auch die Position vertreten, dass die Frage nach einer einheitlichen Urheimat, aus der „die Thai“ eingewandert seien, schon falsch gestellt ist. Schließlich ist archäologisch und anthropologisch belegt, dass das Gebiet Thailands bereits seit prähistorischer Zeit besiedelt ist und es eine Kontinuität in materieller Kultur, Folklore und animistischer Glaubenspraxis bis in die Gegenwart gibt. Verschiedene Volksgruppen, die im Laufe der Zeit nach Thailand eingewandert sind, haben sich mit den jeweils bereits anwesenden Menschen gemischt und dabei neue kulturelle Einflüsse eingebracht. „Die Thai“, wie es sie heute gibt, seien demnach überhaupt nicht als homogene Gruppe irgendwoher gekommen, sondern durch kontinuierliche Vermischung verschiedener Gruppen und Kulturen entstanden.
Die erste staatliche Gründung unter Tai-Führung auf dem Gebiet des heutigen Thailands war vermutlich Ngoen Yang im äußersten Norden des Landes, aus dem später das Königreich Lan Na der Tai Yuan (Nord-Thai) entstand.
Spätestens im 12. Jahrhundert ist die Anwesenheit von Thai im Khmer-Reich von Angkor dokumentiert, das damals auch das heute zentralthailändische Becken des Mae Nam Chao Phraya (Chao-Phraya-Fluss) beherrschte. Sie bildeten, wie für die Tai-Völker typisch, kleinräumige, aus mehreren Dörfern bestehende Gemeinwesen (Müang), denen je ein Stammesfürst (chao) vorstand. Ihre Lebensgrundlage war der Nassreisfeldbau. In einigen Fällen setzten die Khmer Stammesfürsten der Thai als Gouverneure ein. 1238 sagten sich zwei dieser Gouverneure von Angkor los und gründeten das Königreich Sukhothai. Es erlangte unter König Ramkhamhaeng Ende des 13. Jahrhunderts die Vorherrschaft über weite Gebiete des heutigen Thailands (und darüber hinaus).
Andere Völker, die im Gebiet des heutigen Thailands siedelten, wurden von den Thai assimiliert. Dabei vermischte sich deren ursprüngliche Tai-Kultur mit denen der Mon und der Khmer. So übernahmen die Thai den Theravada-Buddhismus der Mon und die Staatskunst der Khmer. Die Thai-Schrift ist aus der Schrift der Mon entwickelt. Die thailändische Sprache enthält eine Vielzahl von Lehnwörtern aus der Khmer-Sprache. Ein Großteil der Thai stammt teilweise von Mon, Khmer, Lao und Chinesen ab. Auch indische oder muslimische Einwanderer wurden im Laufe der Zeit assimiliert. Die Zugehörigkeit zur Ethnie der Thai ist also eher von kultureller Identität als von Abstammung abhängig.

## Religion
Die Thai bekennen sich ganz überwiegend (über 90 %) zum Buddhismus. Der in Thailand praktizierte Buddhismus gehört zur Theravada-Strömung. Ab der Herrschaft König Ramkhamhaengs von Sukhothai im 13. Jahrhundert und erneut seit der „orthodoxen Reformation“ König Mongkuts im 19. Jahrhundert orientiert sich der Buddhismus der Thai am „originalen“ Theravada-Buddhismus Sri Lankas. Der Volksglaube der Thai ist jedoch eine synkretische Mischung aus der offiziellen buddhistischen Lehre, animistischen Elementen, die auf den ursprünglichen Glauben der Tai-Völker zurückgehen, sowie brahmanisch-hinduistischen Elementen aus Indien (zum Teil von den hinduistischen Khmer des Angkor-Reichs übernommen).

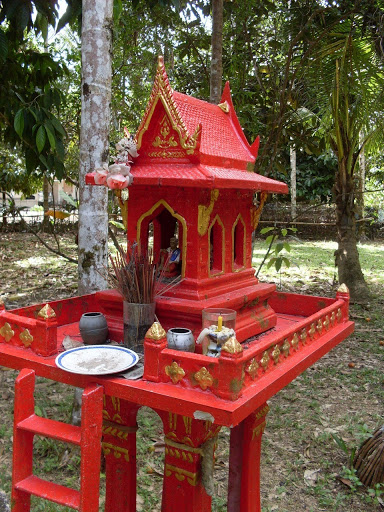
San Phra Phum („Geisterhäuschen“)

Der Glaube an Orts-, Haus- oder Naturgeister, die Einfluss auf weltliche Probleme wie Gesundheit oder Wohlstand haben, sowie Gespenster (thailändisch phi, ผี) ist weit verbreitet. Er manifestiert sich sichtbar z. B. in den sogenannten Geisterhäuschen (San Phra Phum), die auf vielen Grundstücken zu finden sind. Phi spielen eine wichtige Rolle in der lokalen Folklore, aber auch in der modernen Populärkultur, wie Fernsehserien und Kinofilmen. „Geisterfilme“ (nang phi) sind ein eigenes, bedeutendes Genre des thailändischen Films.
Auch der Hinduismus hat bedeutende und präsente Spuren in der thailändischen Kultur hinterlassen. Einige Thai verehren hinduistische Götter wie Ganesha, Shiva, Vishnu oder Brahma (z. B. am bekannten Erawan-Schrein). Darin sehen sie keinen Widerspruch zu ihrem eigentlich buddhistischen Glauben. Das thailändische Nationalepos Ramakian ist eine Adaption des hinduistischen Ramayana. Figuren aus der hinduistischen Mythologie wie Devas, Yakshas, Nagas, Götter und deren Reittiere (vahana) prägen die Mythologie der Thai und finden in der Kunst vielfache Darstellung, auch als Dekoration an buddhistischen Tempelanlagen. Das thailändische Nationalsymbol ist der ebenfalls aus der Hindu-Mythologie entnommene Garuda.
Spezifisch für den Thai-Buddhismus ist die Praktik des tham bun (religiöses Verdienst erwerben). Dies kann vor allem durch Essens- und Sachspenden an Mönche, Beiträge zur Renovierung und Verschönerung von Tempelanlagen, Freilassen von gefangenen Lebewesen (Fischen, Vögeln) usw. erfolgen. Viele Thai verehren außerdem besonders bekannte und charismatische Mönche, denen teilweise Wundertätigkeit oder der Status eines vollendeten buddhistischen Heiligen (Arahant) zugeschrieben wird. Weitere wesentliche Elemente des Volksglaubens sind Astrologie, Numerologie, Kalendaristik (der Glaube an besonders vorherbestimmte, Glück oder Unglück verheißende Daten), Talismane und Amulette (oftmals Abbilder der besonders verehrten Mönche).
Neben den etwa zwei Millionen muslimischen Malaien in Thailand gibt es auch eine Minderheit ethnischer Thai, die sich zum Islam bekennen, vor allem im Süden, aber auch im Großraum Bangkok. Eine weitere Minderheit stellen infolge Missionierung christliche Thai dar. Darunter sind sowohl Katholiken, als auch Angehörige protestantischer Konfessionen.